# Tetragonia herbacea
Tetragonia herbacea är en isörtsväxtart som beskrevs av Carl von Linné. Tetragonia herbacea ingår i släktet tetragonior, och familjen isörtsväxter. Inga underarter finns listade i Catalogue of Life.